# اعتراضات پارک گزی

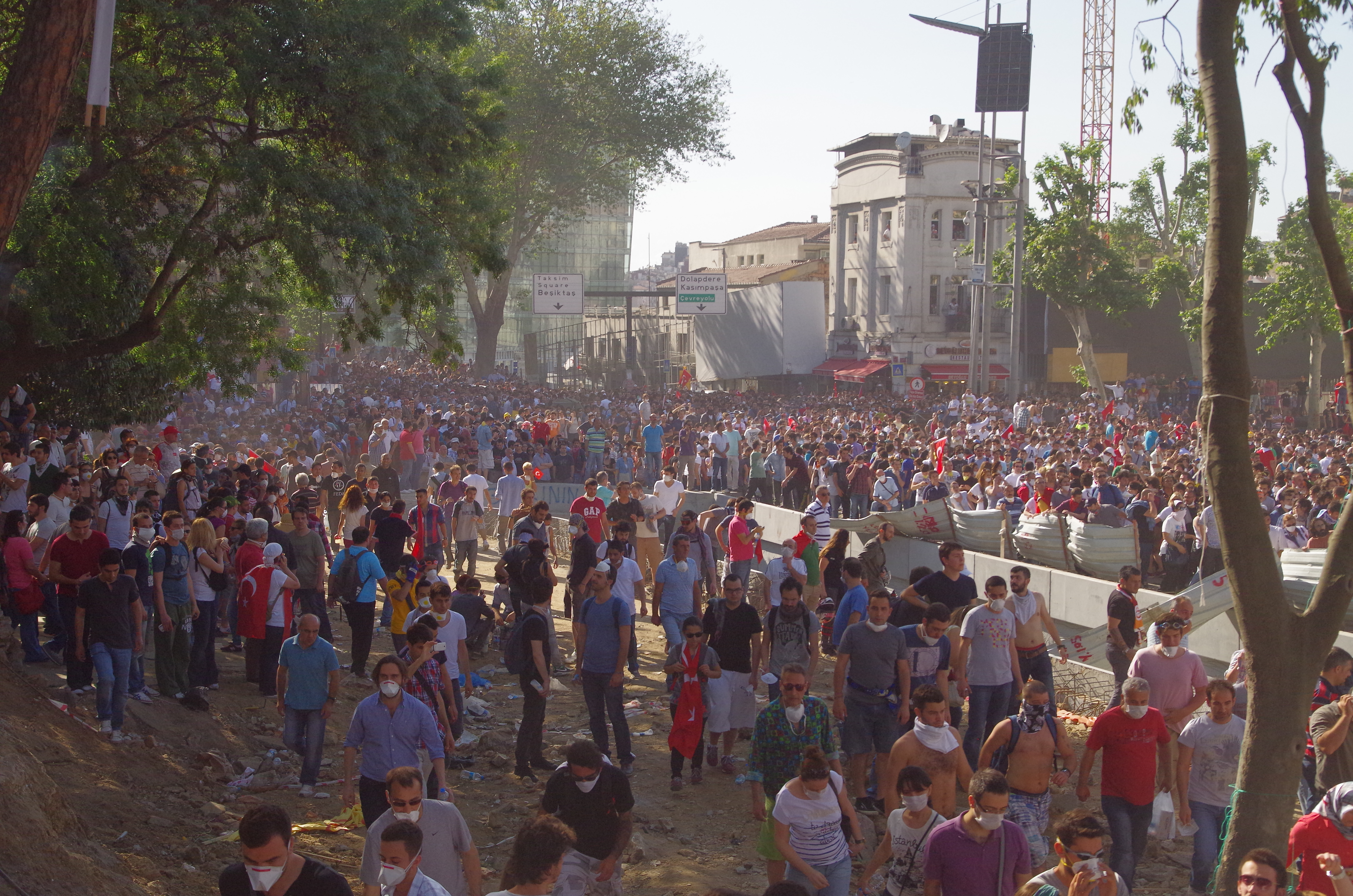
تجمع و آشوب معترضین ترکیه‌ای

در روز ۲۸ مه ۲۰۱۳ درگیری‌هایی بین پلیس ترکیه و معترضانی که از چند روز پیش در اعتراض به تخریب بوستان گردش تقسیم (Taksim Gezi Parki) در شهر استانبول متحصن شده بودند، صورت گرفت. نیروهای امنیتی ترکیه با شلیک گاز اشک‌آور به سمت تظاهرکنندگان و خودروهای آب‌پاش، صدها تن را زخمی و بیشتر از ۵۰ نفر را بازداشت کردند.
تظاهرات پس از آن روز به شهرهای دیگر هم کشیده شده‌است. این اعتراض به دلیل یک پروژه شهرداری صورت گرفت که براساس آن قرار بود قسمتی از درختان این بوستان واقع در میدان تقسیم قطع گردد و جایگزین آن یک مجتمع فرهنگی احداث شود. معترضان از اقتدارگرایی دولت اردوغان نیز ناراضی بودند. این درگیری‌ها خشونت‌بارترین تظاهرات در ترکیه طی سالیان گذشته بوده‌است. حضور تظاهرکنندگان بر روی پل تنگه بسفر در استانبول، باعث مسدود شدن این پل و غیرممکن شدن آمد و شد بر روی آن شد.
در درگیری‌های ۲۰۱۳ در ترکیه ۳ نفر کشته شدند. همچنین در این نا آرامی‌ها صنعت گردشگری این کشور دچار رکود گردید. برخی رسانه‌ها این تظاهرات را خطری برای حزب حاکم دانستند.
در تاریخ ۲۰ ژوئن ۲۰۱۳ معاون رئیس حزب حاکم عدالت و توسعه ترکیه گفت، ۱۴ میلیون شهروند استانبول در همه‌پرسی‌ای آینده پارک گزی را تعیین خواهند کرد. به گفته وی این همه‌پرسی در هر شکل بعد از اعلام رای دادگاه عالی کشور انجام خواهد شد.

## شهرهای ناآرام
میدان تقسیم در استانبول، آنکارا، بورسا، آنتالیا، اسکی‌شهر، ازمیر، مرسین، آدانا، ازمیت، قونیه، صامسون، ترابزون، تکیرداغ، بودروم و ماردین از جمله مناطق اعتراضات بود.

## واکنش اردوغان
رجب طیب اردوغان، نخست‌وزیر ترکیه وعده داده افرادی از نیروهای امنیتی را که از زور استفاده کرده‌اند، تنبیه می‌کند. این در حالی است که سیرین اونال، معاون حزب عدالت و توسعه، در اظهارنظری در شبکه توئیتر از واکنش تند پلیس به تظاهرکنندگان پشتیبانی کرده‌است.

## همه‌پرسی
در تاریخ ۲۰ ژوئن ۲۰۱۳ معاون رئیس حزب حاکم عدالت ترکیه و توسعه گفت، چهارده میلیون شهروند استانبول در یک همه‌پرسی آینده پارک گزی را تعیین خواهند کرد. به گفته وی این همه‌پرسی در هر شکل بعد از اعلام رای دادگاه عالی کشور انجام خواهد شد.